# ويليام لورانس (سياسي بريطاني)
ويليام لورانس (بالإنجليزية: William Lawrence)‏ هو سياسي بريطاني (وحمل سابقاً جنسية المملكة المتحدة لبريطانيا العظمى وأيرلندا)، ولد في 29 ديسمبر 1844، وتوفي في 15 يناير 1935. حزبياً، نشط في حزب المحافظين.

## مناصب
- في الانتخابات العمومية البريطانية 1885 [الإنجليزية]‏، انتخب عضو برلمان المملكة المتحدة الـ23 عن دائرة Liverpool Abercromby (UK Parliament constituency) [الإنجليزية]‏ (24 نوفمبر 1885 – 26 يونيو 1886).
- في الانتخابات العمومية البريطانية 1886 [الإنجليزية]‏، انتخب عضو برلمان المملكة المتحدة الـ24 عن دائرة Liverpool Abercromby (UK Parliament constituency) [الإنجليزية]‏ (1 يوليو 1886 – 28 يونيو 1892).
- في الانتخابات العمومية البريطانية 1892 [الإنجليزية]‏، انتخب عضو برلمان المملكة المتحدة الـ25 عن دائرة Liverpool Abercromby (UK Parliament constituency) [الإنجليزية]‏ (4 يوليو 1892 – 8 يوليو 1895).
- في الانتخابات العمومية البريطانية 1895 [الإنجليزية]‏، انتخب عضو برلمان المملكة المتحدة الـ26 عن دائرة Liverpool Abercromby (UK Parliament constituency) [الإنجليزية]‏ (13 يوليو 1895 – ).
- في الانتخابات العمومية البريطانية 1900 [الإنجليزية]‏، انتخب عضو برلمان المملكة المتحدة الـ27 عن دائرة Liverpool Abercromby (UK Parliament constituency) [الإنجليزية]‏ ( – 8 يناير 1906).